# Philautus nanus
Philautus nanus és una espècie extinta de granota que va viure a Sri Lanka.